# クリストフ・プレガルディエン
クリストフ・プレガルディエン（Christoph Prégardien、1956年1月18日 - ）は、ドイツのリリックテノール歌手。

## 経歴
現ヘッセン州リンブルク生まれ。少年時代はリンブルク大聖堂の聖歌隊で歌う。フランクフルト音楽大学や、ミラノ、シュトゥットガルトで研鑽を積む。1978年ベルリンで、ドイツ放送音楽コンクールに優勝。
録音業績は100を超えており、とくにモーツァルトのオペラ、リート、オラトリオおよびバロック音楽における活躍で知られる。バッハのマタイ受難曲、ヨハネ受難曲における福音史家の役でとくに著明である。グスタフ・レオンハルト、フランス・ブリュッヘン、トン・コープマン、シギスヴァルト・クイケンら、著名な古楽の指揮者との共演が多く、数々の録音がある。
レパートリーはバロック音楽から、古典派、ロマン派のオラトリオ、さらにベンジャミン・ブリテン、ヴィルヘルム・キルマイヤー、ヴォルフガング・リーム、イーゴリ・ストラヴィンスキーなどの現代の作品にまで及ぶ。リサイタルにおいては、ピアノ伴奏者にミヒャエル・ゲース、ピアノフォルテ奏者のアンドレアス・シュタイアーを伴うことが多い。知性派の歌手である。2002年には、シューベルトの「マイアホーファーの詩による歌曲集」で音楽の友社レコードアカデミー賞声楽部門を受賞。